# 유니스 케네디 슈라이버
유니스 메리 케네디 슈라이버(영어: Eunice Mary Kennedy Shriver, 1921년 7월 10일 ~ 2009년 8월 11일)는 미국의 사회복지사이다. 제35대 대통령 존 F. 케네디의 여동생이며, 영화 배우 출신의 정치인 아널드 슈워제네거의 장모이다.
매사추세츠주에서 조지프 패트릭 케네디의 9남매 중 다섯째로 태어났다. 스탠퍼드 대학교에서 사회학을 전공한 후 국무부와 법무부에서 근무했다. 1953년 사전트 슈라이버와 결혼하여 다섯 자녀를 낳았다. 남편 사전트 슈라이버와 오빠 존 F. 케네디의 정치 활동을 도왔다. 존 F. 케네디는 1960년 대통령 선거에 대통령 후보로 출마하여 당선되었으며, 사전트 슈라이버는 1972년 대통령 선거에서 민주당 부통령 후보였으나 당선되지 못했다.
그는 사회 사업에 큰 관심을 가져, 오빠가 대통령으로 재직하던 1963년, 국립 보건원 산하 국립아동보건인간개발연구소(National Institute of Child Health and Human Development) 창립을 주도하였으며, 장애인 후원 사업에 적극적으로 활동하여 1968년 정신지체 장애인 특수올림픽(스페셜 올림픽)을 창설했다. 그의 장애인 후원 사업 활동에는 어린 시절 입은 뇌손상으로 정신 지체인이 된 언니(케네디 대통령의 바로 아래 동생)인 로즈마리 케네디의 영향 때문인 것으로 알려져 있다.
사회 사업에 대한 그의 헌신적인 활동에 대한 공적으로, 1984년 미국에서 민간인으로는 최고의 훈장인 대통령 자유 메달을 받았다.
그의 딸 마리아 슈라이버는 오스트리아 출신의 영화 배우로 현재 캘리포니아 주지사인 아널드 슈워제네거의 부인이다.
그는 만년에 뇌졸중으로 투병 생활을 했으며, 2009년 8월 11일 88세로 세상을 떠났다.

## 같이 보기
- 케네디가
- 스페셜 올림픽